# Gran Bajo de San Julián
Gran Bajo de San Julián är en dal i Argentina.   Den ligger i provinsen Santa Cruz, i den södra delen av landet, 1 900 km sydväst om huvudstaden Buenos Aires.
Trakten runt Gran Bajo de San Julián består i huvudsak av gräsmarker. Trakten runt Gran Bajo de San Julián är nära nog obefolkad, med mindre än två invånare per kvadratkilometer.